# Heimaey
Heimaey ( PRONÚNCIA) é a maior ilha da Islândia depois da ilha principal, com área de 13,4 km², no pequeno arquipélago de Vestmannaeyjar, distante aproximadamente 7,4 km da costa sul. É a única ilha de Vestmannaeyjar que é habitada, havendo atualmente cerca de 4500 habitantes.